# Fadel Brahami
Mohamed Fadel Brahami, né le 27 juin 1978 à Bondy (France),  est un footballeur franco-algérien. Il évolue au poste de milieu de terrain. 
Il est international algérien (16 sélections, entre 2003 et 2006).

## Statistiques
Fadel Brahami a joué 12 matchs en Ligue 1, 31 matchs en Ligue 2 et 133 matchs en 1re division belge.

## Carrière en club
- 1997-2003 : Le Havre AC (43  matches et 3 buts) -  France
- 2004-2006 : RAA Louviéroise (46  matches et 4 buts) -  Belgique
- 2006-2009 : RAEC Mons (115  matches et 14 buts) -  Belgique[3],[4]